# Homerville (Georgia)
Homerville város az USA Georgia államában, Clinch megyében, melynek megyeszékhelye is. Lakosainak száma 2344 fő (2020. április 1.).

## Népesség
A település népességének változása:

| 2010 | 2 456 |
| 2020 | 2 344 |